# Кандидатка (телесериал, 2016, Мексика)
Кандидатка (исп. La candidata) — мексиканская теленовелла 2016—2017 годов, продюсера Жизель Гонсалес для телекомпании Televisa. Оригинальная история о политическом мире.
Теленовелла была хорошо принята критиками, особенно высоко оценена тема коррупции в политических кругах. В 2017 года теленовелла получила восемь наград премии TVyNovelas.
В главных ролях Сильвия Наварро, Виктор Гонсалес, Рафаэль Санчес Наварро и Сусана Гонсалес.

## Сюжет
Как и большинство женщин, изо дня в день, Рехина борется за благополучие семьи, продолжая поддерживать почти не существующие отношения с мужем и воспитывая сына-подростка. Однако, в отличие от других, вся её жизнь как на ладони, поскольку она супруга мэра города, а сама — сенатор, трудящийся на благо других.
В политическом мире, мире людей, жаждущих власти, Рехина борется с тем, чтобы действительно улучшить жизнь народа.
Когда Алонсо, её муж, решает баллотироваться в президенты, он показывает своё истинное лицо: безжалостность, жестокость, порочность. Невзирая на последствия, способен на любую авантюру, лишь бы уничтожить соперника. Но, Алонсо упускает из виду, что превращает свою верную союзницу, спутницу жизни, которая привела его на вершину карьеры, в своего главного противника.
Рехина вынуждена противостоять мужу, и именно тогда в её жизни вновь появляется Херардо, бывший одногруппник, в которого она когда-то была влюблена. Он — главный политический конкурент Алонсо, человек, который так же борется за президентское кресло и одновременно с этим, пытается вернуть сердце Рехины.
Когда Рехина узнаёт, что человек, которого она любила, который является отцом её ребёнка, далёк от совершенства, лжец и предатель, она принимает решение уйти от него. Раскрыв секреты Алонсо, она понимает, что сделала правильный выбор. Во избежание катастрофы, ей приходится изменить своё мировоззрение, чтобы проникнуть в этот коррумпированный мир.
Всё это приводит к том, что Рехина связывает свою судьбу с политикой, но рядом с честным человеком, который безоговорочно её поддерживает, оставив свои собственные честолюбивые планы, человеком, который вдохновляет и вселяет уверенность … даже когда она становится кандидатом.
Это не просто политическая борьба, это борьба за защиту и изменение своей собственной судьбы, а также судьбы всей страны.

## В ролях
- Сильвия Наварро — Рехина Барсенас Риос де Сан Роман
- Виктор Гонсалес[исп.] — Херардо Мартинес Осорио
- Рафаэль Санчес Наварро[исп.] — Алонсо Сан Роман Суарес
- Сусана Гонсалес — Сесилия Агилар
- Хуан Карлос Баррето — Марио Барсенас
- Наилия Норвинд[исп.] — Тереса Ривера
- Ари Телч — Игнасио Манхаррес
- Патрисио Кастильо[исп.] — Омар Сан Роман Лагунес
- Федерико Айос — Эмилиано Сан-Роман Барсенас
- Карла Фарфан — Химена Мартинес
- Лус Мария Херес — Ноэмия де Барсенас
- Хелена Рохо — Наталия де Сан Роман
- Пилар Мата — Исела Агилар
- Альберто Парра — Мауро Олвера
- Вероника Лангер — Магдалера «Магда» Гомес
- Хилберто де Анда — Алмирон
- Фернандо Борхес — Даниэла
- Хуан Мартин Хаурехи[исп.] — Эрнан Тревилья
- Лайша Уилкинс[исп.] — Лорена Санчес
- Фабиан Роблес — Хосе
- Иринео Альварес[исп.] — Аугусто Ларрета
- Хуан Карлос Коломбо — Моралес
- Энрике Арреола — Паулино Почеко
- Мишель Гонсалес[исп.] — Марсия Рамирес
- Хорхе Гальегос[исп.] — Андрес Феррер
- Артуро Риос[исп.] — Фернандо Эскаланте
- Фернандо Ларраньяга — доктор Пабло Контрерас
- Алейда Гайардо[исп.] — Ньевес
- Анхель Серло — Очоа
- Барбара Фалкони — Найли Манхаррес
- Габриэла Карильо[исп.] — Альма Ролдан
- Рикардо Креспо — Хавьер Гусман
- Марта Хулия — Джессика
- Хосе Анхель Гарсия — Исраэль Мелендес
- Исадора Гонсалес[исп.] — Мариэла Рамос
- Альберто Ломнитс[исп.] — Франко
- Лиз Гальярдо[исп.] — Дебора Рондеро
- Хосе Мария Негри — Роел Сандоваль
- Эрнесто Гомес Крус — адвокат де ла Гарса
- Хосе Карлос Руис — глава Сената
- Фабиола Гуахардо — Флоренсия Аскурра
- Карлос Баррахан[исп.] — Эктор
- Исраэль Ислас — Мигель Эстрада
- Хиcет Галатея — Хуана Галиндо
- Пабло Перрони[исп.] — Карло
- Джессика Ортис — Сусана
- Мауро Санчес Наварро[исп.] — Уго Уркихо
- Аурора Клавель — матушка Хосе

## Персонажи
- Рехина Барсенас Риос де Сан Роман (Сильвия Наварро): Жена Алонсо, дочь Марио и Ноэмии, мать Эмилиано. Конгрессмен и лидер своей партии. Придерживается строгих принципов и преданна работе. Находится в постоянном поиске улучшения условий жизни людей, да так, что это порой вынуждает её пренебрегать близкими. Начинала строить свою карьеру вместе с Алонсо, поддерживая его и предлагая свои идеи в его политические инициативы. Влюбившись в Алонсо ещё в юности решила быть с ним всю жизнь. Её постигло разочарования, когда поняла, какой он на самом деле, но попыталась сохранить брак ради семьи. Ещё в колледже, она познакомилась с Херардо — человеком, который стал её первой любовью. Однако, под давлением родителей вышла замуж за Алонсо. Восхищается своим отцом, считая его честным политиком, но, в дальнейшем понимает, что он такой же гнилой, как и Алонсо. Это открытие опустошает её, но она находит поддержку в объятиях Херардо. Особая слабость Рехины — её сын, которого она обожает.
- Херардо Мартинес Осорио (Виктор Гонсалес[исп.]): Отец Химены и муж Тересы. Уже давно живёт отдельно от жены. Конгрессмен от оппозиции. Влиятельный политик партии левых. В прошлом был анархистом, а теперь — лидер. Не так обаятелен, как Алонсо и не столь располагающий к доверию, как Рехина, однако компенсирует это твердостью в отстаивании своих убеждений. Идеалист, верный своим принципам. На него во всём можно положиться. Не способен на предательство. Родом из бедной семьи, но родители помогли ему поступить в колледж. Ещё в колледже влюбился в Рехину, но когда в её жизни появился Алонсо, отошёл в сторону. Спустя несколько лет, вновь сблизившись с Рехиной на политическом поприще, понимает, что все ещё любит её. Решает бороться за неё, одновременно помогая ей в её политических притязаниях.
- Алонсо Сан Роман Суарес (Рафаэль Санчес Наварро[исп.]): Прагматичный и беспринципный юрист. Супруг Рехины, сын Омара и Наталии, отец Эмилиано. Прекрасно знает, чего хочет. Хитростью и манипуляциями добивается желаемого. Больше всего его интересует власть. Получив должность губернатора, теряет интерес к жене и показывает своё истинное лицо. В прошлом, при встрече с Рехиной, понял, что она идеальная помощница на его пути к вершине, тем не менее, не готов отказаться от внимания других женщин. Вожделеет Сесилией с первых минут встречи. Попадает в её ловушку и не замечает, что его используют. Не готов делиться властью с собственным сыном, поэтому хочет, чтоб Эмилиано стал его преемником только после того, как сам отойдет от дел.
- Сесилия Агилар (Сусана Гонсалес): С отличием окончила факультет журналистики. Ей приходится быть лучшей во всем, за чтобы не взялась, чтобы доказать, что она не хуже других. С самого детства страдала от того, что незаконнорожденная. Привыкла быть в тени Рехины, молчать о существовании родителей и сестры, скрывать свои чувства. Мать издевается над ней, науськивает против неё отца Марио. Одержима Рехиной, мечтает о жизни, которую ведёт сестра. Одновременно с сильнейшей завистью хочет, чтобы её приняли. Влюбляется в Алонсо. Её завораживает мысль, что это муж сводной сестры. Отец, использует её в своих целях, втягивая в незаконный бизнес.
- Марио Барсенас (Хуан Карлос Баррето): Муж Ноэмии, отец Рехины — законнорождённой дочери, и Сесилии — дочери, которую он нагулял на стороне, дед Эмилиано. Профессиональный лгун, живущий по двойным стандартам: выступает за семейные ценности, но в то же время, управляет группой элитных проституток. Амбициозен, прагматичен, умён и безжалостен. Беспросветный бабник. Пользуется положением своего зятя, создавая образ честного человека в глазах дочери. Использует Сесилию в своих незаконных делишках, обещая ей, что когда-нибудь признает её своей дочерью.
- Тереса Ривера (Наилия Норвинд[исп.]): Жена Херардо, с которым они уже давно живут раздельно. У них общая дочь Химена. Игроман. Познакомилась с Херандо во время учёбы в колледже и, зная о его любви к Рехине, всё же готова была стать для него «вторым шансом». Спустя время, жизнь в браке стала невыносимой. Использует дочь, чтобы манипулировать Херардо, поскольку не готова его отпустить.
- Игнасио Манхаррес (Ари Телч): Пресс-секретарь партии, поддерживающей Херардо в избирательной кампании на пост президента, одновременно с этим его лучший друг. Его движущая сила — жажда власти. Его преданность и моральные принципы всегда идут в ногу с личными интересами. Не колеблясь, предаст, если это поможет заполучить более выгодную должность в правительстве. Отец Наэлии — девочки подросткового возраста, вышедшей из под контроля и перешедшей все границы дозволенного. Однако, отец игнорирует всё, что происходит с дочерью. Любовник жены Херардо, несмотря на то, что не выносит в Тересе её вспышки ненависти. Использует её, чтобы выудить нужную информацию о своём друге.
- Омар Сан Роман Лагунес (Патрисио Кастильо[исп.]): Супруг Натилии, отец Алонсо, свёкор Рехины и дед Эмилиано. Легенда политического мира. Умный, амбициозный и одержимый властью. Никогда не рискует своим имиджем, предпочитая всем руководить издалека. Использует всех, вынуждая их расплачиваться за последствия его действий. Использует влияние Алонсо на благо своих предприятий. Полюбил Наталию за её независимость и дерзость, но всё его внимание сосредоточено на политике и бизнесе, поэтому быстро теряет к ней интерес. По-своему любит жену, но когда обнаруживает её с любовником, впадает в бешенство и проявляет свою беспощадность.
- Эмилиано Сан-Роман Барсенас (Федерико Айос): Совершеннолетний парень. Ребёнок, рождённый в царстве власти. Получил самое лучшее образование и не испытывает ни в чём нужды. От отца унаследовал жажду власти и склонность к интригам. От матери ему досталась чувствительность и готовность помогать. Находится на этапе самоопределения между добром и злом. Его тяготит быть сыном родителей с такими сильными характерами. Отец требует, чтобы он изучал право и занялся политикой. Мать же наоборот, поощряет его следовать своим собственным путём. Однако, сам он, до сих пор не знает, чего хочет. К неуверенности, добавляется и то, что на него оказывают влияние люди, которые сближаются с ним из-за высокого положения его родителей. Мало общается с отцом и, несмотря на то, что с матерью у него более близкие отношения, она многого не замечает. Его привлекает роскошь, веселье, расточительная жизнь, и он воспринимает это, как само собой разумеющееся. Познакомившись с Хименой, увлекается ей, однако не готов к серьёзным отношениям. В то же время, очарован Наэлией, подругой Химены, олицетворяющей собой все запретное.
- Химена Мартинес (Карла Фарфан): Послушная молодая девушка. Обожает отца, который для неё пример для подражания. Любит мать и из-за этого страдает. Природная кротость делает её объектом нападок со стороны Тересы. Влюбляется в Эмилиано. Из-за своей неопытности он ей кажется покладистым, но вскоре он проявляет свой мятежный дух.
- Ноэмия де Барсенас (Лус Мария Херес): Родилась в глубоко религиозной семье. C детства ей привито высокое чувство морали. Воспитывалась, чтобы быть хорошей женой, матерью и ни кем более. Постоянные измены Марио и его вранье привели к тому, что пристрастилась к алкоголю. Алкоголь помогает забыть о реалиях брака. Гордится дочерью и внуком, Рехиной и Эмилиано. Обращает всю свою любовь на них, и требует от них к себе внимание, которое недополучает от мужа.
- Наталия де Сан Роман (Хелена Рохо): Выросла в состоятельной семье. Творческая натура. Воспитывалась в духе свободны и независимости. Вышла замуж за Омара по любви, но вскоре поняла, что он пытается её контролировать, и что она в его жизни не самое главное. После нескольких ссор понимает, что не добьётся изменений, но и такие отношения ей не нужны. Вскоре, знакомится с молодым мужчиной, который заставляет её чувствовать себя живой и желанной. Любит своего сына, но Алонсо следует по стопам отца. Наблюдая за тем, как сын похож на Омара, ей становится грустно. Обожает свою невестку Рехину, в которой видит своё отражение.
- Исела Агилар (Пилар Мата): Родилась в крайне неблагополучной бедной семье. С юного возраста занималась проституцией, но когда встретила Марио, влюбилась в него. Он был её любовником почти двадцать лет, и в результате этих отношений родилась Сесилия. Несмотря на то, что Марио перестал её посещать, она считает, что между ними всё ещё что-то есть. Чувствует себя использованной и преданной. Добивается того, чтобы Марио компенсировал потраченные на него годы.

## Производство
Съёмки теленовеллы начались 16 августа 2016 года в павильонах телестудии Televisa, расположенных в Мехико.

### Кастинг
Кастинг проходил с июня по август 2016 года. Актёры Хуан Карлос Баррето, Хелена Рохо, Лус Мария Херес, Наилия Норвинд, Ари Телч, Федерико Айос и Альберто Парра, были подтверждены на участие в съёмках теленовеллы, но без указания конкретных ролей. 13 июля 2016 года было озвучено, что Сусана Гонсалес сыграет сестру главной героини. Двумя днями позже Рафаэль Санчес Наварро был подтверждён в качестве супруга главной героини. Изначально, на главную роль была подтверждена Бланка Герра, но затем, из-за напряжённого рабочего графика, её заменили на Сильвию Наварро. На главную мужскую роль претендовали Марк Тачер, Виктор Гонсалес и Хуан Пабло Медина , но в конечном итоге был выбран Виктор Гонсалес.

### Критика
Во время премьеры, телевизионный критик Альваро Куэва сказал, что теленовелла олицетворяет новую веху в истории национального телевидения Мексики, которая демонстрирует его кардинальные изменения. Помимо основной темы о политике, которая существенно отличается в лучшую сторону от того, что показывалось ранее, Куэва также высоко оценил качество съёмок, подбор декораций и костюмов персонажей, а также музыкальное сопровождение.
После выхода финала, Куэва похвалил создателей за оригинальный сценарий, за то, что они смогли показать тяжёлую политическую ситуацию в Мексике, а не сняли очередной ремейк или историю про Золушку.
В ноябре 2016 года, в некоторых СМИ, поддерживающих кандидата в президенты Андреса Мануэля Лопеса Обрадора, выразили уверенность, что теленовелла была создана для поддержки бывшей первой леди Маргариты Завалу, вероятного кандидата на президентских выборах Мексики в 2018 году. После финала теленовеллы, журналист газеты Milenio Фернандо Мехия Баркера сказал, что все те, кто так говорил, уже давно должны были отказаться от этой идеи, поскольку между главной героиней и первой леди нет ничего общего.

## Список эпизодов
| №  | Название                                                                                        | Дата премьеры    |
| -- | ----------------------------------------------------------------------------------------------- | ---------------- |
| 1  | «В поисках виновного» «Buscando un culpable»                                                    | ноябрь 21, 2016  |
| 2  | «Сесилия боиться за свою жизнь» «Cecilia teme por su vida»                                      | ноябрь 22, 2016  |
| 3  | «Рехина подозревает, что у отца есть любовница» « Regina sospecha que su padre tiene un amante» | ноябрь 23, 2016  |
| 4  | «Алонсо работает вместе с Сесилией» «Alonso y Cecilia trabajarán juntos»                        | ноябрь 24, 2016  |
| 5  | «Похищение Марио» «Mario es secuestrado»                                                        | ноябрь 25, 2016  |
| 6  | «Рехина против коррупции» «Regina en contra de la corrupción»                                   | ноябрь 28, 2016  |
| 7  | «Рехина приносит извинения Сесилии» «Regina se disculpa con Cecilia»                            | ноябрь 29, 2016  |
| 8  | «Рехина и Херардо выдвигают свои кандидатуры» «Regina y Gerardo quedan expuestos»               | ноябрь 30, 2016  |
| 9  | «Омар приказывает убить Хавьера» «Omar manda a matar a Javier»                                  | декабрь 1, 2016  |
| 10 | «Сесилию застают с Алонсо» «El encuentro de Cecilia y Alonso»                                   | декабрь 2, 2016  |
| 11 | «Эмилиано винит себя в смерти Уго» «Emiliano se culpa por la muerte de Hugo»                    | декабрь 5, 2016  |
| 12 | «Омар угрожает Наталии» «Omar amenaza a Natalia»                                                | декабрь 6, 2016  |
| 13 | «Рехина представляет свою кандидатуру» «Regina presentará su candidatura»                       | декабрь 7, 2016  |
| 14 | «Марио переносит сердечный приступ» «Mario sufre un infarto»                                    | декабрь 8, 2016  |
| 15 | «Ложь Херардо» «La mentira de Gerardo»                                                          | декабрь 9, 2016  |
| 16 | «Пачеко выясняет все о Сесилии» «Pacheco investiga a Cecilia»                                   | декабрь 12, 2016 |
| 17 | «Рехина отвергает любовь Херардо» «Regina rechaza el amor de Gerardo»                           | декабрь 13, 2016 |
| 18 | «Алонсо пытается вернуть любовь Рехины» «Alonso trata de recuperar el amor de Regina»           | декабрь 14, 2016 |
| 19 | «Противостояние Херардо и Алонсо» «Gerardo y Alonso se enfrentan»                               | декабрь 15, 2016 |
| 20 | «Херардо нападает на Игнасио» «Gerardo ataca a Ignacio»                                         | декабрь 16, 2016 |
| 21 | «Херардо готов на всё ради Рехины» «Gerardo dispuesto a todo por Regina»                        | декабрь 19, 2016 |
| 22 | «Рехина принимает любовь Херардо» «Regina cede ante el amor de Gerardo»                         | декабрь 20, 2016 |
| 23 | «Тереса устраивает скандал Рехине» «Teresa le hace un escándalo a Regina»                       | декабрь 21, 2016 |
| 24 | «Рехина сталкивается с Сесилией» «Regina enfrenta a Cecilia»                                    | декабрь 22, 2016 |
| 25 | «Рехина противостоит Херардо» «Regina pone a Gerardo en su contra»                              | декабрь 23, 2016 |
| 26 | «Серилия узнаёт о том, что у неё есть сестра» «Cecilia revela que tiene una hermana»            | декабрь 26, 2016 |
| 27 | «Нападение на Ноэми» «Noemí es atropellada»                                                     | декабрь 27, 2016 |
| 28 | «Сесилия ревнует к Лорене» «Cecilia celosa de Lorena»                                           | декабрь 28, 2016 |
| 29 | «Наталия пытается сбежать» «Natalia intenta escapar»                                            | декабрь 29, 2016 |
| 30 | «Эмилиано - жертва Сесилии» «Emiliano es víctima de Cecilia»                                    | декабрь 30, 2016 |
| 31 | «Рехина уходит из партии» «Regina renuncia a su partido»                                        | январь 2, 2017   |
| 32 | «Мауро - новый губернатор» «Mauro es el nuevo gobernador»                                       | январь 3, 2017   |
| 33 | «Рехина и Херардо отдались своим желаниям» «Regina y Gerardo envueltos el deseo»                | январь 4, 2017   |
| 34 | «Рехина разворачивает войну против Алонсо» «Regina comienza la guerra contra Alonso»            | январь 5, 2017   |
| 35 | «Сесилия начала свою месть Рехине» «Cecilia inicia su venganza contra Regina»                   | январь 6, 2017   |
| 36 | «Херардо или семья» «Gerardo o tu familia»                                                      | январь 9, 2017   |
| 37 | «Тереса беременна» «Teresa está embarazada»                                                     | январь 10, 2017  |
| 38 | «Наэли устраивает ловушку Химене» «Nayeli le pone una trampa a Ximena»                          | январь 11, 2017  |
| 39 | «Тереса усложняет жизнь Херардо» «Teresa arruinará la vida de Gerardo»                          | январь 12, 2017  |
| 40 | «Омар приказывает убить Марио» «Omar ordena matar a Mario»                                      | январь 13, 2017  |
| 41 | «Марио взбешён на Сесилию» «Mario estalla frente a Cecilia»                                     | январь 16, 2017  |
| 42 | «Алонсо использует Эмилиано» «Alonso usa a Emiliano»                                            | январь 17, 2017  |
| 43 | «Игнасио нападает на Алмирона» «Ignacio ataca a Almirón»                                        | январь 18, 2017  |
| 44 | «Эмилиано противостоит Алонсо» «Emiliano contra Alonso»                                         | январь 19, 2017  |
| 45 | «Алонсо всё оставляет Рехине» «Alonso deja todo por Regina»                                     | январь 20, 2017  |
| 46 | «Рехина баллотируется в кандидаты» «Regina se postula como La Candidata»                        | январь 23, 2017  |
| 47 | «Эмилиано виновен» «Emiliano es culpable»                                                       | январь 24, 2017  |
| 48 | «Алонсо угрожает Рехине смертью» «Alonso amenaza de muerte a Regina»                            | январь 25, 2017  |
| 49 | «Нападение на Эмелиано» «Emiliano sufre un atentado»                                            | январь 26, 2017  |
| 50 | «Тереса провоцирует Рехину» «Teresa provoca una pelea con Regina»                               | январь 27, 2017  |
| 51 | «Тереса просит Алонсо убить Херардо» «Teresa pide que Alonso mate a Gerardo»                    | январь 30, 2017  |
| 52 | «Тереса обвиняет Херардо» «Gerardo es acusado por Teresa»                                       | январь 31, 2017  |
| 53 | «Сесилия просит уничтожить Рехину» «Cecilia pide hundir a Regina»                               | февраль 1, 2017  |
| 54 | «Херардо попадает в тюрьму» «Gerardo va a la cárcel»                                            | февраль 2, 2017  |
| 55 | «Омар попадает в автокатастрофу» «Omar sufre un terrible accidente»                             | февраль 3, 2017  |
| 56 | «Рехина узнает, что Сесилия её сестра» «Regina se entera que Cecilia es su hermana»             | февраль 6, 2017  |
| 57 | «Марио умоляет Сесилию о помощи» «Mario suplica la ayuda de Cecilia»                            | февраль 7, 2017  |
| 58 | «Лорена в руках "Эль Чуло"» «Lorena en manos de "El Chulo"»                                     | февраль 8, 2017  |
| 59 | «Рехина противостоит Марио» «Regina se enfrenta con Mario»                                      | февраль 9, 2017  |
| 60 | «Алонсо и Эскаланте становятся партнерами» «Alonso y Escalante deciden ser socios»              | февраль 10, 2017 |
| 61 | «Финал» «Gran final»                                                                            | февраль 12, 2017 |

## Премии и номинации
| Год  | Наименование премии     | Категория                                | Номинант                                                                 | Результат |
| ---- | ----------------------- | ---------------------------------------- | ------------------------------------------------------------------------ | --------- |
| 2016 | TV Adicto Golden Awards | Лучшая режиссура и реквизит              | Жизель Гонсалес                                                          | Победа    |
| 2016 | TV Adicto Golden Awards | Лучшие подбор костюмов                   | Жизель Гонсалес                                                          | Победа    |
| 2016 | TV Adicto Golden Awards | Лучшая заставка                          | Жизель Гонсалес                                                          | Победа    |
| 2016 | TV Adicto Golden Awards | Лучший актёр второго плана               | Хуан Карлос Баррето                                                      | Победа    |
| 2016 | TV Adicto Golden Awards | Лучший злодей                            | Рафаэль Санчес Наварро                                                   | Победа    |
| 2016 | TV Adicto Golden Awards | Лучшая злодейка                          | Сусана Гонсалес                                                          | Победа    |
| 2016 | TV Adicto Golden Awards | Лучшая премьера начинающей актрисы       | Мишель Гонсалес                                                          | Победа    |
| 2016 | TV Adicto Golden Awards | Мужская роль — открытие                  | Federico Ayos                                                            | Победа    |
| 2016 | TV Adicto Golden Awards | Лучшая заслуженная актриса               | Елена Рохо                                                               | Победа    |
| 2016 | TV Adicto Golden Awards | Лучший заслуженный актёр                 | Патрисио Кастильо                                                        | Победа    |
| 2016 | TV Adicto Golden Awards | Лучший оригинальный сценарий             | Арианы Мартин Марты Аскона Джорди Аренкона Мигеля Эрвас Ковадонга Эспесо | Победа    |
| 2016 | TV Adicto Golden Awards | Лучшее либретто                          | Леонардо Бечини Оскар Тадернисе                                          | Победа    |
| 2016 | TV Adicto Golden Awards | Лучший подбор образов персонажей         | Леонардо Бечини Оскар Тадернисе                                          | Победа    |
| 2016 | TV Adicto Golden Awards | Лучший мужской персонаж                  | Рафаэль Санчес Наварро                                                   | Победа    |
| 2016 | TV Adicto Golden Awards | Лучший актёрский состав                  | Жизель Гонсалес                                                          | Победа    |
| 2016 | TV Adicto Golden Awards | Лучшие места съёмок                      | Жизель Гонсалес                                                          | Победа    |
| 2016 | TV Adicto Golden Awards | Лучшая режиссёрская работа               | Эрик Моралес Хуан Пабло Бланко                                           | Победа    |
| 2016 | TV Adicto Golden Awards | Лучшее производство                      | Жизель Гонсалес                                                          | Победа    |
| 2016 | TV Adicto Golden Awards | Лучшая теленовелла телекомпании Televisa | Жизель Гонсалес                                                          | Победа    |
| 2016 | TV Adicto Golden Awards | Специальная премия теленовеллы года      | Жизель Гонсалес                                                          | Победа    |
| 2017 | TVyNovelas              | Лучшая теленовелла года                  | Жизель Гонсалес                                                          | Победа    |
| 2017 | TVyNovelas              | Лучшая актриса                           | Сильвия Наварро                                                          | Номинация |
| 2017 | TVyNovelas              | Лучший актёр                             | Виктор Гонсалес                                                          | Номинация |
| 2017 | TVyNovelas              | Лучшая злодейка                          | Наилия Норвинд                                                           | Номинация |
| 2017 | TVyNovelas              | Лучший злодей                            | Хуан Карлос Баррето                                                      | Победа    |
| 2017 | TVyNovelas              | Лучшая заслуженная актриса               | Елена Рохо                                                               | Победа    |
| 2017 | TVyNovelas              | Лучший заслуженный актёр                 | Патрисио Кастильо                                                        | Номинация |
| 2017 | TVyNovelas              | Лучшая актриса созвезда                  | Сусана Гонсалес                                                          | Победа    |
| 2017 | TVyNovelas              | Лучший актёр созвезда                    | Рафаэль Санчес Наварро                                                   | Номинация |
| 2017 | TVyNovelas              | Лучшая актриса второго плана             | Пилар Мата                                                               | Номинация |
| 2017 | TVyNovelas              | Лучший актёр второго плана               | Ари Телч                                                                 | Номинация |
| 2017 | TVyNovelas              | Лучшая молодая актриса                   | Карла Фарфан                                                             | Номинация |
| 2017 | TVyNovelas              | Лучший молодой актёр                     | Федерико Айос                                                            | Номинация |
| 2017 | TVyNovelas              | Лучшее женское открытие                  | Мишель Гонсалес                                                          | Номинация |
| 2017 | TVyNovelas              | Лучшее мужское открытие                  | Хуан Мартин Хаурехи                                                      | Номинация |
| 2017 | TVyNovelas              | Лучший сюжет или адаптация               | Леонардо Бечини                                                          | Победа    |
| 2017 | TVyNovelas              | Лучшая режиссура                         | Эрик Моралес Хуан Пабло Бланко                                           | Победа    |
| 2017 | TVyNovelas              | Лучшая операторская работа               | Армандо Зафра Луис Артуро Родригес                                       | Победа    |
| 2017 | TVyNovelas              | Лучшая музыкальная тема                  | «Instrumental» (Джорди Бачбуш)                                           | Номинация |
| 2017 | TVyNovelas              | Лучший актёрский состав                  | La candidata                                                             | Победа    |
| 2017 | Bravo                   | Лучшая заслуженная актриса               | Елена Рохо                                                               | Победа    |